# Effet de valorisation
L'effet de valorisation, ou effet des variations des changes (en anglais, valuation effect) est un phénomène économique, qui se caractérise par des modifications dans la valeur des actifs détenus par un pays à l'étranger, notamment du fait d'une modification du taux de change.

## Concept

### Mécanisme de valorisation
L'effet de valorisation est dû aux fluctuations de la valeur d'actifs détenus à l'étranger, notamment par le canal du taux de change. Un pays qui dispose d'actifs libellés dans une devise étrangère voit la valeur de ces actifs-là soumis à la variation du taux de change. Dans le cas où la monnaie nationale s'apprécie face à la monnaie dans laquelle les actifs en question sont libellés, alors leur valeur diminue mécaniquement. A ce titre d'exemple, l'Indonésie, endettée en dollars et en yens, a vu un effet de valorisation creuser d'environ 2,5 milliards de dollars par an sa dette publique dans les années 1990 du fait de l'appréciation du dollar.
Certains auteurs remarquent que les gains dus aux effets de valorisation, parce qu'ils ont un effet positif sur la richesse du pays, peuvent potentiellement faire s'accroître la consommation et l'investissement ce qui dégrade la balance commerciale.

### Évolution de la comptabilité nationale
La comptabilité nationale n'a pendant longtemps reconnu l'existence que des actifs nets étrangers (Net Foreign Assets, NFA). L'effet de valorisation, c'est-à-dire de l'augmentation ou de la baisse de la valeur des actifs nets étrangers sur une période, n'était pas pris en compte, car il était considéré que la balance courante englobait déjà l'effet de valorisation. 
La comptabilité nationale moderne, toutefois prend en compte le rôle joué par l'évolution du prix des actifs détenus à l'étranger. Ainsi, l'état des actifs nets étrangers, le NFA, est désormais présenté comme étant égal à la balance courante additionnée à l'effet de valorisation. L'appréciation des réserves de monnaie étrangère, d'obligations, d'actions, etc., participent à l'effet de valorisation.

## Histoire

### Un phénomène prenant de l'ampleur du fait de la mondialisation
Les effets de valorisation ont pendant longtemps été minimes. Ils ont pris de l'importance à partir des années 1990 du fait de l'augmentation rapide des actifs détenus à l'étranger par les investisseurs du monde. 
L'effet de valorisation permet par exemple aux États-Unis de compenser le déficit de leur balance courante, et ainsi, de ralentir le déclin de ses actifs nets étrangers. Il a été découvert que si les déficits de la balance courante américaine sont d'environ 5 trillions de dollars entre 1994 et 1997, et plus encore après 2009, les actifs détenus par les investisseurs américains à l'étranger ont, eux, plus gagné en valeur que les actifs détenus par les investisseurs étrangers aux États-Unis. 
La Réserve fédérale des États-Unis a par exemple estimé que, sur la période 1994 - 2007, l'effet de valorisation des États-Unis (actions et obligations) ont été d'environ 1,2 trillion de dollars, c'est-à-dire l'équivalent de 22% du déficit de la balance courante américaine.
Entre 1993 et 2003, l'effet de valorisation a été négatif en France, et a ainsi détérioré les actifs nets étrangers de la France. Le Royaume-Uni a connu un effet de valorisation positive, mais pas assez important pour contrecarrer un compte courant déficitaire.

### Une normalisation progressive
L'augmentation rapide de la part des actifs détenus à l'étranger par des investisseurs a fait s'accroître le nombre d'articles de recherche académique sur le sujet à partir des années 2000. Les études du Fonds monétaire international prennent désormais en compte les effets de valorisation dans leurs analyses des comptes des pays. Par exemple, dans son rapport de 2022 sur la situation économique du Japon, il remarque que comme 51% des actifs étrangers détenus par le Japon sont libellés en dollars, « dans le cas d'une appréciation du yen face au dollar américain, la possibilité d'un effet de valorisation négatif pourrait se matérialiser ».